# 링세오코리아
링세오코리아 주식회사(영어: LYNXEO KOREA)는 충청북도 청주시 서원구 남이면 사동길 50에 본사를 둔 전선 제조업체이다.

## 역사
링세오코리아는 1960년 대성전선 주식회사라는 법인으로 설립되었다. 1982년 4월, 일본 소화전선과 제휴를 맺었으며, 1989년 3월 13일에 코스피 시장에 상장하였다.
2001년 3월, 프랑스의 제조 기업인 넥상스에 편입됨에 따라, 동년 5월 22일에 사명을 대성전선에서 넥상스코리아로 사명을 변경하였다.
2004년 12월 22일, 코스피 시장에서 자진 상장폐지 되었다.
2025년 1월 2일, 넥상스그룹에서 ISP 사업부의 링세오 그룹 분리로 인해 상호를 링세오코리아로 변경하였다.